# Герман Моц
Герман Моц (нім. Hermann Mootz; 12 липня 1889, Вайсенфельс — 4 січня 1962, Брауншвейг) — німецький військово-морський діяч, адмірал крігсмаріне (1 квітня 1942). Кавалер Німецького хреста в сріблі.

## Біографія
3 квітня 1907 року вступив на службу в ВМФ кадетом. Пройшов підготовку на навчальному кораблі «Шарлотта» і у військово-морському училищі. З 1 жовтня 1913 року служив на міноносцях. Учасник Першої світової війни, з травня 1916 року командував різними міноносцями.
Після закінчення війни залишений на флоті. В січні-липні 1919 року — офіцер Адмірал-штабу в штабі командувача міноносцями. З 18 грудня 1919 року — командир «залізної» флотилії міноносців, з 1 квітня 1920 року — 1-ї Балтійської напівфлотилії міноносців. З 6 серпня 1920 року — 2-й офіцер Адмірал-штабу в штабі командувача ВМС на Балтиці. З 6 жовтня 1922 року — командир 2-ї напівфлотилії міноносців. 15 грудня 1924 року — переведений в Навчальний відділ Морського керівництва і 30 березня 1927 року призначений начальником комісії з випробування міноносців нової конструкції. З 3 жовтня 1930 року — командир 2-ї флотилії міноносців. 27 вересня 1933 року поставлений на чолі Адміністративного управління, а 1 жовтня 1936 року очолив Штаб головнокомандувача ВМС.
5 січня 1939 року призначений командувачем охоронними силами на Балтиці, одночасно з 5 січня по 21 серпня 1939 року займав пост 2-го адмірала військово-морської станції «Остзе». 15 жовтня 1940 року його штаб переведений до Франції і переформований в штаб командувача охоронними силами на Заході. 8 січня 1941 року замінений віце-адміралом Германом фон Фішелем і призначений начальником командування по випробуванню нових конструкцій бойових кораблів. З 1 жовтня 1942 року — інспектор військово-морських навчальних закладів. 1 червня 1943 року зарахований в розпорядження ОКМ, а 12 червня 1944 року переведений в інструкторський штаб ВМС. 31 травня 1945 року вийшов у відставку.

## Нагороди
- Залізний хрест
  - 2-го класу (23 листопада 1915)
  - 1-го класу (4 грудня 1917)
- Медаль «За відвагу» (Гессен) (23 грудня 1915)
- Військовий Хрест Фрідріха-Августа (Ольденбург)
  - 2-го класу із застібкою «Перед ворогом» (серпень 1916)
  - 1-го класу (січень 1918)
- Фландрійський хрест із застібкою «Морська війна»
- Почесний хрест ветерана війни з мечами (23 жовтня 1934)
- Медаль «За вислугу років у Вермахті» 4-го, 3-го, 2-го і 1-го класу (25 років; 2 жовтня 1936) — отримав 4 медалі одночасно.
- Німецький Олімпійський знак 2-го класу (1936)
- Орден Корони Італії, великий офіцерський хрест (29 вересня 1937)
- Застібка до Залізного хреста
  - 2-го класу (28 вересня 1939)
  - 1-го класу (18 жовтня 1940)
- Нагрудний знак мінних тральщиків
- Хрест Воєнних заслуг 2-го і 1-го класу з мечами
- Німецький хрест в сріблі (5 березня 1943)